# 井川成正
井川 成正（いがわ しげまさ、1930年（昭和5年）3月21日 - 2021年（令和3年）12月26日）は、日本の政治家。山口県下松市長を4期16年務めた。山口県下松市出身。

## 経歴
久保尋常高等小学校（現：下松市立久保小学校）卒業。
日立製作所笠戸工場に就職し、後に同社関連会社の清和工業株式会社を設立して代表取締役社長（市長当選後は取締役会長）に就任。
学校法人妹背学園理事長として市内の幼稚園3園を経営している。
退任時点で86歳であり、現役の市長としては全国で最高齢であった。山口県市長会会長を歴任した。
2016年11月、旭日中綬章を受章。
2021年12月26日9時22分、心不全のため、山口県周南市の病院で死去。91歳没。

## 選挙
- 1974年山口県下松市議会議員選挙に立候補し、トップで初当選。以後7期連続上位で当選し、市議会議長、議会運営委員長、合併問題調査特別委員長などを務めた。
- 2000年山口県下松市長選挙に立候補し、現職河村憐次を破って初当選。
- 2004年山口県下松市長選挙に立候補し、新人池高聖を破って2期目の当選。
- 2008年山口県下松市長選挙に立候補し、無投票で3期目の当選。
- 2012年山口県下松市長選挙に立候補し、無投票で4期目の当選。
- 2016年山口県下松市長選挙には立候補せず、今期限りで引退[3]。

## 得票
- 2004年4月11日投票・下松市長選挙

※当日有権者数：43,770人 最終投票率：73.91%（前回比：-pts）
| 候補者名   | 年齢 | 所属党派 | 新旧別 | 得票数   | 得票率 | 推薦・支持               |
| ---------- | ---- | -------- | ------ | -------- | ------ | ------------------------ |
| 井川成正   | 74   | 無所属   | 現     | 20,326票 | 63.3%  |                          |
| 池高さとし | 73   | 無所属   | 新     | 11,796票 | 36.7%  | 自民・公明推薦、民主支持 |

## 政治姿勢
- 市町村合併には慎重な立場を取り、徳山市・下松市・新南陽市・熊毛町・鹿野町との合併協議会では合併期日を巡って下松市の主張が受け入れられなかったため退席した。
- 2004年の市長選挙では日本共産党山口県周陽地区委員会が独自に支持した。
- 2007年4月の山口県議会議員選挙・下松市選挙区では独自候補の擁立に固執し、告示2カ月前になって下松市生活環境部次長・国井益雄の擁立にこぎつけた。国井は低い知名度を井川成正後援会の全面支援で克服し、トップ当選を果たした。国井の擁立は2位当選の自民党現職守田宗治県議が2004年4月の市長選で井川の対立候補を支援したため、守田の追い落としを図ろうとしたのが遠因といわれる。なお、国井は2016年に井川の後継市長に当選している[4]。